# Acueducto Los Arcos de Alpuente
El acueducto Los Arcos se sitúa en el municipio de Alpuente, en la provincia de Valencia (España). Se trata de una infraestructura hidráulica de estilo medieval construida entre los siglos XVI y XVII.
En 2005 fue declarado Bien de Interés Cultural con categoría de Monumento.

## Descripción
El acueducto Los Arcos se encuentra a 2,50 kilómetros al norte de la villa, en la carretera de Alpuente a la Yesa. Conducía el agua procedente de las Fuentes Nueva y Marimacho, utilizándose para abastecer las necesidades de la villa y riego de su huerta; la arquería salva el desnivel que ocasiona la cuenca del río Reguero y tiene una longitud de 265 metros de trazado recto, excepto a unos catorce metros del inicio donde presenta una pequeña curvatura. Se aprecian todavía restos del canal que desde las fuentes conducía el agua hasta la arquería.
La arquería del acueducto consta de trece arcos apuntados de trazado regular, de ellos diez arcos son similares y situados a la derecha del río (orientación sur), son arcos rebajados. El arco que cubría el río ha desaparecido, era el principal de la arcada con unos 11 metros de luz y unos 6,50 metros de flecha, fue arrastrado por una avenida de agua en 1880 que causó también desperfectos en los arcos próximos.
En una rehabilitación efectuada en los años 1986-1988 se han construido aquí dos arcos de hormigón en ambos frentes del muro, con directriz similar a la anterior.